# Хенераль Кабальеро (футбольный клуб, Асунсьон)
«Хенера́ль Кабалье́ро» (исп. Club General Caballero (Zeballos Cue)) — парагвайский футбольный клуб из квартала Себальос-Куэ столицы Парагвая Асунсьона.

## История
Клуб был образован 6 сентября 1918 года. Большую часть своей истории команда провела во Втором дивизионе Парагвая, впрочем, находясь там на лидирующих ролях. Шесть раз «Хенераль Кабальеро» выигрывал чемпионат во Втором дивизионе, и ещё трижды — Третий дивизион Парагвая. Последнее достижение команды — это очередная победа во Втором дивизионе в 2010 году, после чего «Красные» получили путёвку в Примеру на сезон 2011.

### Результаты выступлений в Примере
| Выступления в чемпионатах Парагвая |       |                 |
| Сезон                              | Место | Примечание      |
| 1924                               | 10-е  | Вылет в Сегунду |
| 1929                               | 9-е   |                 |
| 1930                               | 13-е  |                 |
| 1931                               | ~10-е | Вылет в Сегунду |
| 1959                               | 4-е   |                 |
| 1960                               | 8-е   | Вылет в Сегунду |
| 1971                               | 8-е   |                 |
| 1972                               | 6-е   |                 |
| 1973                               | 8-е   |                 |
| 1974                               | ?     | Вылет в Сегунду |
| 1987                               | 4-е   |                 |
| 1988                               | 11-е  |                 |
| 1989                               | 12-е  | Вылет в Сегунду |
| 2005                               | 9-е   | Вылет в Сегунду |
| 2011 (Апертура)                    | 12-е  |                 |
| 2011 (Клаусура)                    | 10-е  | Вылет в Сегунду |
| 2016 (Апертура)                    | 9-е   |                 |
| 2016 (Клаусура)                    | 10-е  | Вылет в Сегунду |

## Достижения
- Победитель второго дивизиона чемпионата Парагвая (6): 1923, 1928, 1962, 1970, 1986, 2010
- Победитель третьего дивизиона чемпионата Парагвая (2): 1993, 2000